# Tikjan
Il Tikjan (in russo Тикян?; in lingua sacha: Тиикээн) è un fiume della Russia siberiana orientale, uno degli affluenti più settentrionali della Lena. Scorre nel distretto Bulunskij della Sacha (Jacuzia).

## Descrizione
Il fiume scorre a nord del circolo polare artico in un'area desolata e sfocia nella Lena da destra, a 232 km dalla foce. La sua lunghezza è di 119 km, l'area del suo bacino è di 1640 km². Ha origine sul fianco occidentale dell'estremità settentrionale della catena dei monti Orulgan, nel sistema dei monti di Verchojansk. Scorre verso nord-ovest, quasi parallelo al Bësjuke. Lasciata la zona montuosa, piega verso nord-nord-ovest. 
Il suo maggior affluente è l'Abalachaan (lungo 72 km), proveniente dalla sinistra idrografica. Il luogo abitato più vicino è Kjusjur, situato sulle rive del Lena, circa 20 km a nord-est della sua foce.